# Dwight Mackintosh
Dwight Mackintosh, né le 10 mai 1906 à Hayward et mort en 1999 à Berkeley, est un dessinateur et peintre d'art brut américain.

## Biographie
Victime d’un traumatisme cérébral postnatal, Dwight Mackintosh souffre de retard mental et éprouve des difficultés à s'exprimer oralement. A l’âge de seize ans, il est hospitalisé et passe les 56 années suivantes de centres spécialisés en institutions psychiatriques. En 1978, après une vie passée en institution, il est libéré et orienté par son frère vers le Creative Growth art Center d'Oakland, centre d’accueil qui utilise l'expression artistique pour réinsérer des déficients mentaux. Il commence alors à dessiner et à peindre de façon compulsive, à l’encre noire, à l’aquarelle ou au feutre. En vingt ans, il produit un nombre impressionnant de dessins, de peintures, d'estampes et de céramiques. Ses œuvres se caractérisent par de nombreuses lignes entremêlées qui forment des figures souvent accompagnées d'une forme d’écriture indéchiffrable. Ses premiers dessins représentent des groupes de jeunes garçons, qu'il appelle Boysses, nus, les joues rouges, les cheveux longs et le pénis en érection. Progressivement, il utilise la couleur et la variété des sujets traités augmente, incluant des bâtiments, des véhicules, des instruments de musique et d'autres figures humaines.